# Dicranomyia (Cygnomyia) youngoloy
Dicranomyia (Cygnomyia) youngoloy is een tweevleugelige uit de familie steltmuggen (Limoniidae). De soort komt voor in het Australaziatisch gebied.